# Sahagún (Kolumbien)
Sahagún ist eine Gemeinde (municipio) im Departamento Córdoba in Kolumbien.

## Geographie
Sahagún liegt im Osten von Córdoba, ungefähr 70 km von Montería entfernt. Sahagún hat eine Durchschnittstemperatur von 30 °C. Die Gemeinde grenzt im Norden an Chinú, im Süden an Pueblo Nuevo, im Osten an das Departamento de Sucre (La Unión und San Marcos) und im Westen an Ciénaga de Oro.

## Bevölkerung
Die Gemeinde Sahagún hat 90.487 Einwohner, von denen 48.978 im städtischen Teil (cabecera municipal) der Gemeinde leben (Stand: 2019).

## Geschichte
Sahagún wurde 1776 gegründet. 1872 wurde der Ort zu einem Distrikt der Provinz Chinú. Mit Bildung des Departamentos Córdoba 1952 wurde Sahagún zur Gemeinde.

## Wirtschaft
Der wichtigste Wirtschaftszweig von Sahagún ist die Landwirtschaft, insbesondere werden Mais, Maniok, Reis, Bananen, Baumwolle, Sorghum, Sesam, Zuckerrohr und Obst angebaut.

## Sport
In Sahagún befindet sich das Estadio Armando Tuirán. In diesem Stadion trug der kolumbianische Fußball-Erstligist Jaguares de Córdoba aus Montería seine Heimspiele in der Copa Colombia 2017 aus. Auch in der Hinserie der Erstliga-Spielzeit 2018 diente das Stadion Jaguares als Heimstadion, bis Umbauarbeiten am Estadio Jaraguay in Montería abgeschlossen waren.